# 南蒯
南蒯（?—?），春秋时期鲁国人，季孙氏的家臣。
鲁僖公时，把费邑封给叔父季友。前530年（周景王十五年、鲁昭公十二年），季友的五世孙季孙意如成为家主，对费邑宰南蒯不加礼遇。南蒯联络子仲，想要赶走季氏，把季孙的家产归公室，子仲取代季孙意如，南蒯带着费地作为公室之臣。子仲答应了，告诉鲁昭公。南蒯再去联络曾经离间季孙意如和叔孙婼的叔仲穆子。子仲跟随鲁昭公去晋国时，南蒯带了费地叛变依靠齐国。子仲回国途经卫国，听到消息，先行回到鲁国郊外，明确是费地叛乱，于是就逃亡到齐国。 
南蒯的乡人叹息他深思而谋浅，作为家臣而想为国君图谋。南蒯占筮，得到坤卦变为比卦，卦辞说“黄裳元吉”。子服惠伯解卦，他认为如果缺少忠信，卦辞虽然吉利，未必能行。南蒯和费地人结盟。司徒老祁、虑癸假装发病，派人请求等病好一点再结盟。
前529年（周景王十六年、鲁昭公十三年）春，叔弓包围费地，没有攻下，战败。季孙意如大怒，想要抓住城外的费地人作为囚犯。冶区夫建议给费地人恩惠，满足他们的温饱，让他们背弃南蒯，归顺季孙氏。季孙意如听从了他的意见，费地人背叛了南氏。 前528年（周景王十七年、鲁昭公十四年）春，司徒老祁、虑癸集合百姓一起结盟，劫持南蒯。南蒯请求等待五天，到时就逃亡到齐国。南蒯在齐国侍奉齐景公喝酒，齐景公说“叛徒！”南蒯回答说：“臣是为了强大公室。”子韩皙说：“大夫的家臣，想要强大国君的公室，没有比这再大的罪过了。”司徒老祁、虑癸前来收回费地，齐景公派鲍文子将费地送还给鲁国。 